# Victor Moses
Victor Moses (Kaduna, 12 dicembre 1990) è un calciatore nigeriano con cittadinanza britannica, centrocampista o attaccante del Paris FC.
Ha fatto parte della nazionale nigeriana dal 2012 al 2018, partecipando a due edizioni dei Mondiali (2014 e 2018) e ad una della Coppa d'Africa (2013).

## Biografia
Moses è nato a Kaduna, in Nigeria, dove, agli inizi degli anni duemila, era in corso una guerra civile tra la maggioranza musulmana e la minoranza cristiana. Il padre Austin era un pastore cristiano mentre la madre Josephine lo aiutava nelle funzioni. Quando Victor aveva undici anni, un gruppo di estremisti islamici fece irruzione nella loro abitazione e uccise entrambi i genitori; Victor si salvò perché, al momento dell'agguato, non si trovava in casa. Una settimana più tardi alcuni parenti gli pagarono il viaggio per il Regno Unito, dove chiese asilo. In seguito fu accolto da una famiglia inglese nel sud di Londra.

## Caratteristiche tecniche
Gioca prevalentemente come ala destra ma può essere schierato su entrambe le fasce offensive giocando come esterno d'attacco, inoltre può giocare anche da seconda punta. Durante la gestione di Antonio Conte al Chelsea è stato schierato anche da esterno di centrocampo. Possiede una notevole velocità, resistenza, forza fisica ed è molto abile nei dribbling.

## Carriera

### Club

#### Crystal Palace e Wigan
Cresciuto calcisticamente nelle giovanili del Crystal Palace, ha esordito in prima squadra nel 2007. In tre stagioni ha collezionato complessivamente 69 presenze e 11 gol.
Nel 2010 è passato al Wigan, dove è rimasto fino al 2012. Con i Latics ha giocato 80 partite e realizzato 9 reti.

#### Chelsea, Liverpool e Stoke City

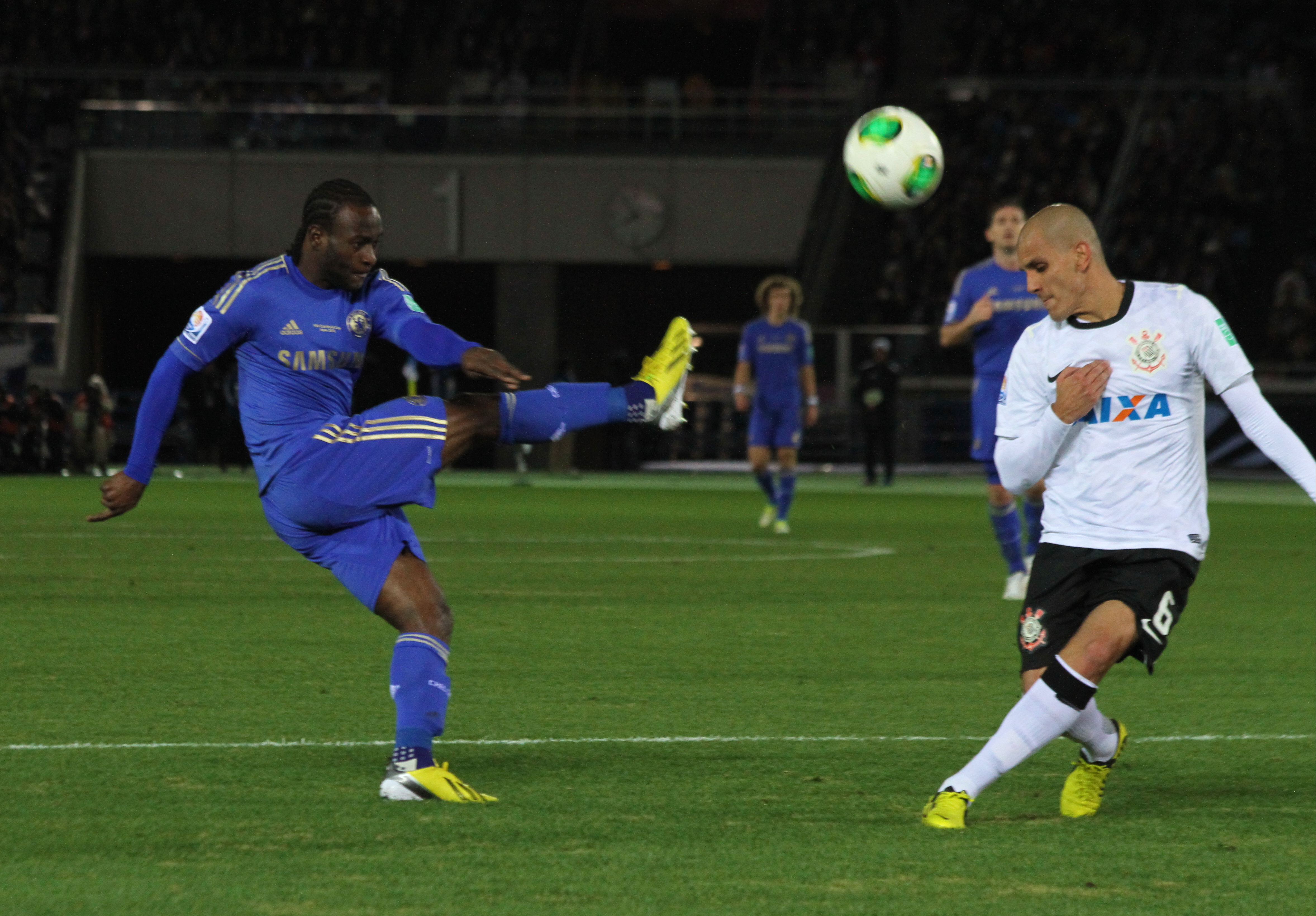
Moses con il durante la finale del Mondiale per club nel 2012.

Nel'estate 2012 è stato acquistato dal Chelsea, con cui ha disputato 43 presenze in tutte le competizioni, segnando 10 reti. Nella stessa stagione ha esordito nelle competizioni UEFA per club e ha vinto l'Europa League.
Nel 2013 è passato in prestito al Liverpool, dove ha collezionato 22 presenze e 2 gol. L'anno successivo è andato, sempre in prestito, allo Stoke City, totalizzando 23 presenze e 4 reti.

#### Ritorno al Chelsea e parentesi West Ham
Dopo un breve ritorno al Chelsea nell'agosto 2015, in cui fa in tempo a giocare il Community Shield, si trasferisce in prestito al West Ham. Con gli Hammers colleziona 26 presenze e 2 reti in tutte le competizioni.
Rientrato al Chelsea nella stagione 2016-2017, il nuovo allenatore Antonio Conte decide di tenerlo in rosa. Segna il suo primo gol in campionato il 27 agosto 2016, alla terza giornata di campionato, nella partita vinta per 3-0 contro il Burnley. Nel corso della stagione Moses dimostra di meritare la fiducia del tecnico, tanto da guadagnarsi un posto da titolare come esterno destro di centrocampo. Il 26 novembre realizza il gol della vittoria nel 2-1 contro il Tottenham, che consente al Chelsea di allungare il distacco dagli Spurs in classifica. Chiude l'annata con 40 presenze e 4 reti totali, ma soprattutto con la vittoria della Premier League.
Moses viene impiegato con continuità anche nella stagione 2017-2018, totalizzando 38 partite e 4 gol e vincendo a fine anno la FA Cup.

#### Fenerbahçe
Non trovando spazio con il nuovo allenatore Maurizio Sarri, il 25 gennaio 2019 viene ceduto in prestito per 18 mesi ai turchi del Fenerbahçe in cui colleziona 23 presenze e 5 gol totali.

#### Inter
Dopo la deludente parentesi in Turchia, il 23 gennaio 2020 rientra al Chelsea per poi essere ceduto in prestito con diritto di riscatto all'Inter dove ritrova Antonio Conte, suo allenatore nelle sue due migliori stagioni al Chelsea dal 2016 al 2018. Esordisce in maglia nerazzurra il 29 gennaio seguente, subentrando ad Antonio Candreva in occasione del vittorioso quarto di finale di Coppa Italia a San Siro contro la Fiorentina. Il 2 febbraio invece debutta (da titolare) in Serie A disputando 83 minuti nel vittorioso 0-2 contro l'Udinese. Il 9 febbraio fa l'ingresso a 10 minuti dalla fine nel derby contro il Milan, servendo a Romelu Lukaku l'assist per il gol del definitivo 4-2 a favore dell'Inter. Termina la stagione in nerazzurro con 20 presenze e 3 assist; alla fine dell'annata l'Inter non esercita l'opzione di riscatto e Moses fa quindi ritorno al Chelsea.

#### Spartak Mosca
Il 15 ottobre 2020 viene ufficializzato il suo trasferimento in prestito allo Spartak Mosca. Dal 1º luglio 2021, il nigeriano entra a far parte dell'organico della squadra moscovita a tutti gli effetti, poiché quest'ultima paga i 5 milioni di euro del diritto di riscatto al Chelsea.

### Nazionale

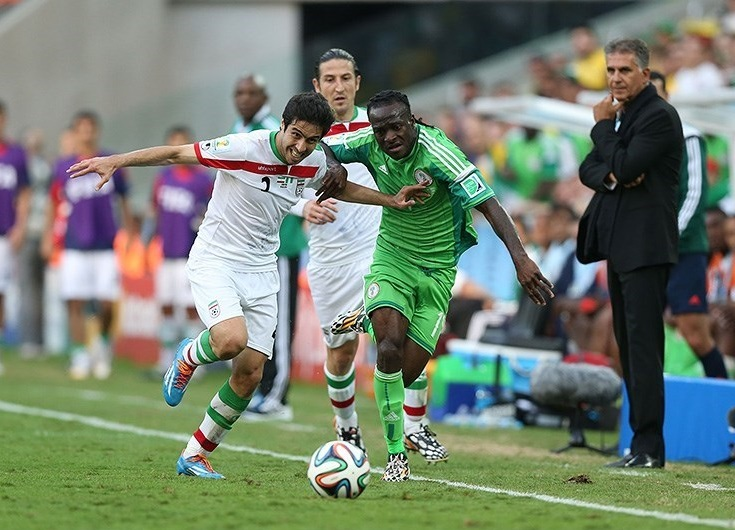
Moses con la nazionale nigeriana nella gara contro l'Iran al Mondiale 2014.

Dopo aver fatto tutta la trafila delle nazionali giovanili inglesi, collezionando anche una presenza con la nazionale Under-21 inglese, il 29 febbraio 2012 ha esordito con la nazionale nigeriana in una partita valida per le qualificazioni alla Coppa d'Africa 2013 contro il Ruanda, subentrando al 66º minuto di gioco al posto di Ahmed Musa. Con la nazionale africana ha partecipato alla fase finale della stessa competizione continentale, vincendola.
Successivamente è stato convocato per il campionato mondiale di calcio 2014 e quattro anni dopo per quello del 2018. In quest'ultima rassegna iridata trova la rete su rigore nella partita contro l'Argentina, valida per la fase a gironi.
Il 15 agosto 2018 annuncia il suo ritiro dalla nazionale.

## Statistiche

### Presenze e reti nei club
Statistiche aggiornate al 29 maggio 2025.
| Stagione              | Squadra               | Campionato            | Campionato | Campionato | Coppe nazionali | Coppe nazionali | Coppe nazionali | Coppe continentali | Coppe continentali | Coppe continentali | Altre coppe | Altre coppe | Altre coppe | Totale | Totale |
| Stagione              | Squadra               | Comp                  | Pres       | Reti       | Comp            | Pres            | Reti            | Comp               | Pres               | Reti               | Comp        | Pres        | Reti        | Pres   | Reti   |
| --------------------- | --------------------- | --------------------- | ---------- | ---------- | --------------- | --------------- | --------------- | ------------------ | ------------------ | ------------------ | ----------- | ----------- | ----------- | ------ | ------ |
| 2007-2008             | Crystal Palace        | FLC                   | 13+2       | 3+0        | FACup+CdL       | 1+0             | 0               | -                  | -                  | -                  | -           | -           | -           | 16     | 3      |
| 2008-2009             | Crystal Palace        | FLC                   | 27         | 2          | FACup+CdL       | 3+2             | 0               | -                  | -                  | -                  | -           | -           | -           | 32     | 2      |
| 2009-gen. 2010        | Crystal Palace        | FLC                   | 18         | 6          | FACup+CdL       | 1+2             | 0               | -                  | -                  | -                  | -           | -           | -           | 21     | 6      |
| Totale Crystal Palace | Totale Crystal Palace | Totale Crystal Palace | 60         | 11         |                 | 9               | 0               |                    | -                  | -                  |             | -           | -           | 69     | 11     |
| gen.-giu. 2010        | Wigan                 | PL                    | 14         | 1          | FACup+CdL       | 0+0             | 0               | -                  | -                  | -                  | -           | -           | -           | 14     | 1      |
| 2010-2011             | Wigan                 | PL                    | 21         | 1          | FACup+CdL       | 2+3             | 0+1             | -                  | -                  | -                  | -           | -           | -           | 26     | 2      |
| 2011-2012             | Wigan                 | PL                    | 38         | 6          | FACup+CdL       | 1+0             | 0               | -                  | -                  | -                  | -           | -           | -           | 39     | 6      |
| ago. 2012             | Wigan                 | PL                    | 1          | 0          | FACup+CdL       | 0+0             | 0               | -                  | -                  | -                  | -           | -           | -           | 1      | 0      |
| Totale Wigan          | Totale Wigan          | Totale Wigan          | 74         | 8          |                 | 6               | 1               |                    | -                  | -                  |             | -           | -           | 80     | 9      |
| 2012-2013             | Chelsea               | PL                    | 23         | 1          | FACup+CdL       | 5+3             | 2+2             | UCL+UEL            | 4+6                | 1+4                | CS+SU+Cmc   | 0+0+2       | 0           | 43     | 10     |
| 2013-2014             | Liverpool             | PL                    | 19         | 1          | FACup+CdL       | 2+1             | 1+0             | -                  | -                  | -                  | -           | -           | -           | 22     | 2      |
| 2014-2015             | Stoke City            | PL                    | 19         | 3          | FACup+CdL       | 2+2             | 1+0             | -                  | -                  | -                  | -           | -           | -           | 23     | 4      |
| ago. 2015             | Chelsea               | PL                    | 0          | 0          | FACup+CdL       | -               | -               | UCL                | -                  | -                  | CS          | 1           | 0           | 1      | 0      |
| 2015-2016             | West Ham Utd          | PL                    | 21         | 1          | FACup+CdL       | 4+1             | 1+0             | -                  | -                  | -                  | -           | -           | -           | 26     | 2      |
| 2016-2017             | Chelsea               | PL                    | 34         | 3          | FACup+CdL       | 4+2             | 0+1             | -                  | -                  | -                  | -           | -           | -           | 40     | 4      |
| 2017-2018             | Chelsea               | PL                    | 28         | 3          | FACup+CdL       | 3+2             | 0               | UCL                | 4                  | 0                  | CS          | 1           | 1           | 38     | 4      |
| 2018-gen. 2019        | Chelsea               | PL                    | 2          | 0          | FACup+CdL       | 0+1             | 0               | UEL                | 2                  | 0                  | CS          | 1           | 0           | 6      | 0      |
| Totale Chelsea        | Totale Chelsea        | Totale Chelsea        | 87         | 7          |                 | 20              | 5               |                    | 16                 | 5                  |             | 5           | 1           | 128    | 18     |
| gen.-giu. 2019        | Fenerbahçe            | SL                    | 14         | 4          | TK              | 0               | 0               | UEL                | 2                  | 0                  | -           | -           | -           | 16     | 4      |
| 2019-gen. 2020        | Fenerbahçe            | SL                    | 6          | 1          | TK              | 1               | 0               | -                  | -                  | -                  | -           | -           | -           | 7      | 1      |
| Totale Fenerbahçe     | Totale Fenerbahçe     | Totale Fenerbahçe     | 20         | 5          |                 | 1               | 0               |                    | 2                  | 0                  |             | -           | -           | 23     | 5      |
| gen.-ago. 2020        | Inter                 | A                     | 12         | 0          | CI              | 3               | 0               | UEL                | 5                  | 0                  | -           | -           | -           | 20     | 0      |
| 2020-2021             | Spartak Mosca         | PL                    | 19         | 4          | KR              | 1               | 0               | -                  | -                  | -                  | -           | -           | -           | 20     | 4      |
| 2021-2022             | Spartak Mosca         | PL                    | 25         | 2          | KR              | 2               | 0               | UEL                | 1+6                | 0+1                | -           | -           | -           | 34     | 3      |
| 2022-2023             | Spartak Mosca         | PL                    | 10         | 2          | KR              | 1               | 0               | -                  | -                  | -                  | -           | -           | -           | 11     | 2      |
| 2023-2024             | Spartak Mosca         | PL                    | 16         | 1          | KR              | 3               | 0               | -                  | -                  | -                  | -           | -           | -           | 19     | 1      |
| Totale Spartak Mosca  | Totale Spartak Mosca  | Totale Spartak Mosca  | 70         | 9          |                 | 7               | 0               |                    | 7                  | 1                  |             | -           | -           | 84     | 10     |
| 2024-2025             | Luton Town            | FLC                   | 18         | 1          | FACup+CdL       | -               | -               | -                  | -                  | -                  | -           | -           | -           | 18     | 1      |
| Totale carriera       | Totale carriera       | Totale carriera       | 397        | 45         |                 | 57              | 9               |                    | 30                 | 6                  |             | 5           | 1           | 489    | 61     |

### Cronologia presenze e reti in nazionale
| Cronologia completa delle presenze e delle reti in nazionale ― Nigeria | Cronologia completa delle presenze e delle reti in nazionale ― Nigeria | Cronologia completa delle presenze e delle reti in nazionale ― Nigeria | Cronologia completa delle presenze e delle reti in nazionale ― Nigeria | Cronologia completa delle presenze e delle reti in nazionale ― Nigeria | Cronologia completa delle presenze e delle reti in nazionale ― Nigeria | Cronologia completa delle presenze e delle reti in nazionale ― Nigeria | Cronologia completa delle presenze e delle reti in nazionale ― Nigeria |
| Data                                                                   | Città                                                                  | In casa                                                                | Risultato                                                              | Ospiti                                                                 | Competizione                                                           | Reti                                                                   | Note                                                                   |
| ---------------------------------------------------------------------- | ---------------------------------------------------------------------- | ---------------------------------------------------------------------- | ---------------------------------------------------------------------- | ---------------------------------------------------------------------- | ---------------------------------------------------------------------- | ---------------------------------------------------------------------- | ---------------------------------------------------------------------- |
| 29-2-2012                                                              | Kigali                                                                 | Ruanda                                                                 | 0 – 0                                                                  | Nigeria                                                                | Qual. Coppa d'Africa 2013                                              | -                                                                      | 66’                                                                    |
| 3-6-2012                                                               | Calabar                                                                | Nigeria                                                                | 1 – 0                                                                  | Namibia                                                                | Qual. Mondiali 2014                                                    | -                                                                      | 79’                                                                    |
| 9-6-2012                                                               | Blantyre                                                               | Malawi                                                                 | 1 – 1                                                                  | Nigeria                                                                | Qual. Mondiali 2014                                                    | -                                                                      | 67’                                                                    |
| 16-6-2012                                                              | Calabar                                                                | Nigeria                                                                | 2 – 0                                                                  | Ruanda                                                                 | Qual. Coppa d'Africa 2013                                              | -                                                                      | 75’                                                                    |
| 8-9-2012                                                               | Monrovia                                                               | Liberia                                                                | 2 – 2                                                                  | Nigeria                                                                | Qual. Coppa d'Africa 2013                                              | -                                                                      | 75’                                                                    |
| 13-10-2012                                                             | Calabar                                                                | Nigeria                                                                | 6 – 1                                                                  | Liberia                                                                | Qual. Coppa d'Africa 2013                                              | 2                                                                      |                                                                        |
| 9-1-2013                                                               | Faro                                                                   | Capo Verde                                                             | 0 – 0                                                                  | Nigeria                                                                | Amichevole                                                             | -                                                                      | 45+1’ - 46’                                                            |
| 25-1-2013                                                              | Nelspruit                                                              | Zambia                                                                 | 1 – 1                                                                  | Nigeria                                                                | Coppa d'Africa 2013 - 1º turno                                         | -                                                                      | 79’                                                                    |
| 29-1-2013                                                              | Rustenburg                                                             | Etiopia                                                                | 0 – 2                                                                  | Nigeria                                                                | Coppa d'Africa 2013 - 1º turno                                         | 2                                                                      |                                                                        |
| 3-2-2013                                                               | Rustenburg                                                             | Costa d'Avorio                                                         | 1 – 2                                                                  | Nigeria                                                                | Coppa d'Africa 2013 - Quarti di finale                                 | -                                                                      | 90’                                                                    |
| 6-2-2013                                                               | Durban                                                                 | Mali                                                                   | 1 – 4                                                                  | Nigeria                                                                | Coppa d'Africa 2013 - Semifinale                                       | -                                                                      | 53’                                                                    |
| 10-2-2013                                                              | Johannesburg                                                           | Nigeria                                                                | 1 – 0                                                                  | Burkina Faso                                                           | Coppa d'Africa 2013 - Finale                                           | -                                                                      |                                                                        |
| 23-3-2013                                                              | Calabar                                                                | Nigeria                                                                | 1 – 1                                                                  | Kenya                                                                  | Qual. Mondiali 2014                                                    | -                                                                      | 89’                                                                    |
| 14-8-2013                                                              | Durban                                                                 | Sudafrica                                                              | 0 – 2                                                                  | Nigeria                                                                | Amichevole                                                             | -                                                                      | 46’                                                                    |
| 7-9-2013                                                               | Calabar                                                                | Nigeria                                                                | 2 – 0                                                                  | Malawi                                                                 | Qual. Mondiali 2014                                                    | 1                                                                      | 71’                                                                    |
| 13-10-2013                                                             | Addis Abeba                                                            | Etiopia                                                                | 1 – 2                                                                  | Nigeria                                                                | Qual. Mondiali 2014                                                    | -                                                                      | 67’                                                                    |
| 16-11-2013                                                             | Calabar                                                                | Nigeria                                                                | 2 – 0                                                                  | Etiopia                                                                | Qual. Mondiali 2014                                                    | 1                                                                      | 21’ - 79’                                                              |
| 18-11-2013                                                             | Londra                                                                 | Italia                                                                 | 2 – 2                                                                  | Nigeria                                                                | Amichevole                                                             | -                                                                      | 76’                                                                    |
| 5-3-2014                                                               | Atlanta                                                                | Messico                                                                | 0 – 0                                                                  | Nigeria                                                                | Amichevole                                                             | -                                                                      | 71’                                                                    |
| 28-5-2014                                                              | Londra                                                                 | Nigeria                                                                | 2 – 2                                                                  | Scozia                                                                 | Amichevole                                                             | -                                                                      | 62’                                                                    |
| 3-6-2014                                                               | Chester                                                                | Grecia                                                                 | 0 – 0                                                                  | Nigeria                                                                | Amichevole                                                             | -                                                                      |                                                                        |
| 7-6-2014                                                               | Jacksonville                                                           | Stati Uniti                                                            | 2 – 1                                                                  | Nigeria                                                                | Amichevole                                                             | 1                                                                      |                                                                        |
| 16-6-2014                                                              | Curitiba                                                               | Iran                                                                   | 0 – 0                                                                  | Nigeria                                                                | Mondiali 2014 - 1º turno                                               | -                                                                      | 52’                                                                    |
| 30-6-2014                                                              | Brasilia                                                               | Francia                                                                | 2 – 0                                                                  | Nigeria                                                                | Mondiali 2014 - Ottavi di finale                                       | -                                                                      | 89’                                                                    |
| 25-3-2016                                                              | Kaduna                                                                 | Nigeria                                                                | 1 – 1                                                                  | Egitto                                                                 | Qual. Coppa d'Africa 2017                                              | -                                                                      | 73’                                                                    |
| 29-3-2016                                                              | Alessandria d'Egitto                                                   | Egitto                                                                 | 1 – 0                                                                  | Nigeria                                                                | Qual. Coppa d'Africa 2017                                              | -                                                                      |                                                                        |
| 3-9-2016                                                               | Uyo                                                                    | Nigeria                                                                | 1 – 0                                                                  | Tanzania                                                               | Qual. Coppa d'Africa 2017                                              | -                                                                      | 84’                                                                    |
| 12-11-2016                                                             | Uyo                                                                    | Nigeria                                                                | 3 – 1                                                                  | Algeria                                                                | Qual. Mondiali 2018                                                    | 2                                                                      | 26’                                                                    |
| 1-9-2017                                                               | Uyo                                                                    | Nigeria                                                                | 4 – 0                                                                  | Camerun                                                                | Qual. Mondiali 2018                                                    | 1                                                                      | 83’                                                                    |
| 4-9-2017                                                               | Yaoundé                                                                | Camerun                                                                | 1 – 1                                                                  | Nigeria                                                                | Qual. Mondiali 2018                                                    | -                                                                      |                                                                        |
| 7-10-2017                                                              | Uyo                                                                    | Nigeria                                                                | 1 – 0                                                                  | Zambia                                                                 | Qual. Mondiali 2018                                                    | -                                                                      |                                                                        |
| 23-3-2018                                                              | Breslavia                                                              | Polonia                                                                | 0 – 1                                                                  | Nigeria                                                                | Amichevole                                                             | 1                                                                      |                                                                        |
| 27-3-2018                                                              | Londra                                                                 | Nigeria                                                                | 0 – 2                                                                  | Serbia                                                                 | Amichevole                                                             | -                                                                      | 46’                                                                    |
| 2-6-2018                                                               | Londra                                                                 | Inghilterra                                                            | 2 – 1                                                                  | Nigeria                                                                | Amichevole                                                             | -                                                                      | 63’                                                                    |
| 6-6-2018                                                               | Schwechat                                                              | Nigeria                                                                | 0 – 1                                                                  | Rep. Ceca                                                              | Amichevole                                                             | -                                                                      | 79’                                                                    |
| 16-6-2018                                                              | Kaliningrad                                                            | Croazia                                                                | 2 – 0                                                                  | Nigeria                                                                | Mondiali 2018 - 1º turno                                               | -                                                                      |                                                                        |
| 22-6-2018                                                              | Volgograd                                                              | Nigeria                                                                | 2 – 0                                                                  | Islanda                                                                | Mondiali 2018 - 1º turno                                               | -                                                                      |                                                                        |
| 26-6-2018                                                              | San Pietroburgo                                                        | Nigeria                                                                | 1 – 2                                                                  | Argentina                                                              | Mondiali 2018 - 1º turno                                               | 1                                                                      |                                                                        |
| Totale                                                                 |                                                                        | Presenze                                                               | 38                                                                     |                                                                        | Reti                                                                   | 12                                                                     |                                                                        |

## Palmarès

### Club

#### Competizioni nazionali
- Campionato inglese: 1

Chelsea: 2016-2017
- Coppa d'Inghilterra: 1

Chelsea: 2017-2018
- Coppa di Russia: 1

Spartak Mosca: 2021-2022

#### Competizioni internazionali
- UEFA Europa League: 1

Chelsea: 2012-2013

### Nazionale
- Coppa d'Africa: 1

Sudafrica 2013

### Individuale
- Capocannoniere del Campionato europeo Under-17: 1

Belgio 2007 (3 gol)